# Fonti e storiografia su Caligola

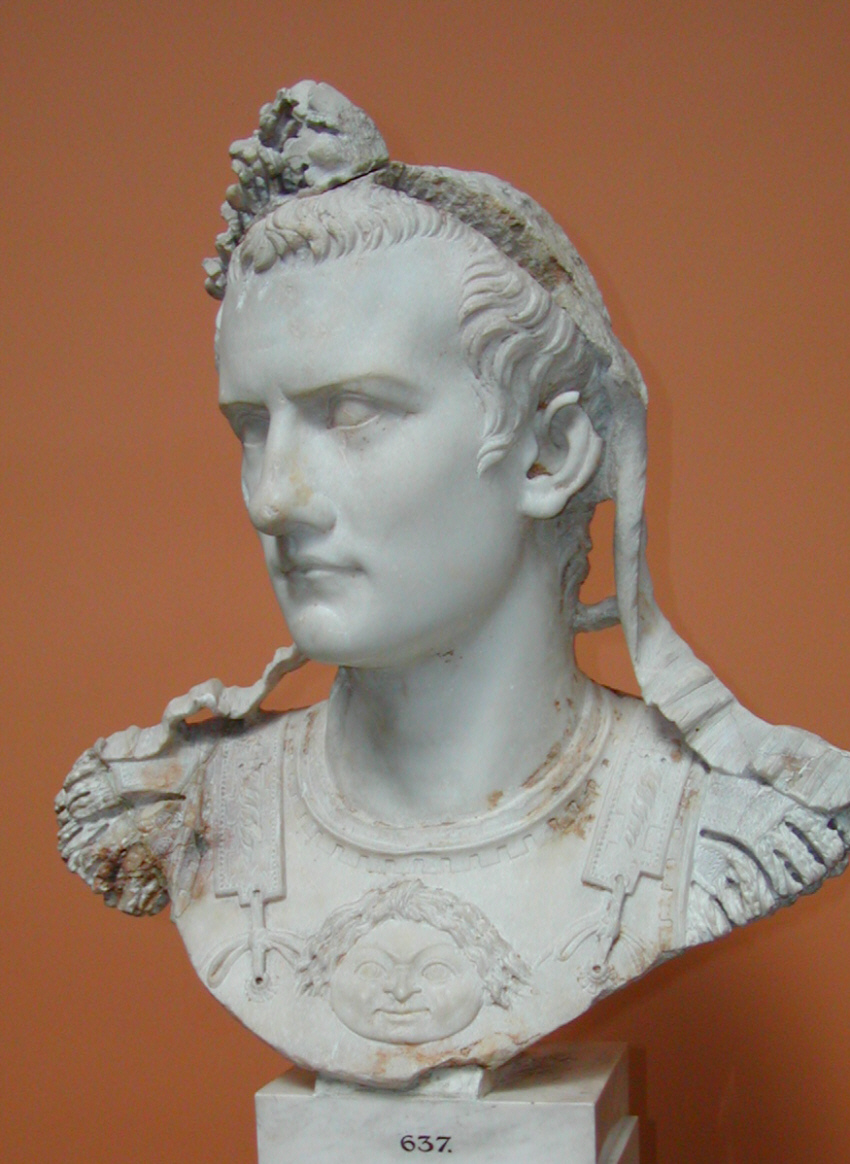
Busto di Caligola (Ny Carlsberg Glyptotek, Copenaghen)

Per fonti e storiografia su Caligola si intendono le principali fonti (letterarie, numismatiche, archeologiche, ecc.) contemporanee alla vita dell'imperatore romano Caligola, nonché la descrizione degli eventi di quel periodo e l'interpretazione datane dagli storici, formulandone un chiaro resoconto (logos), grazie anche all'utilizzo di più discipline ausiliarie.

## Storiografia antica

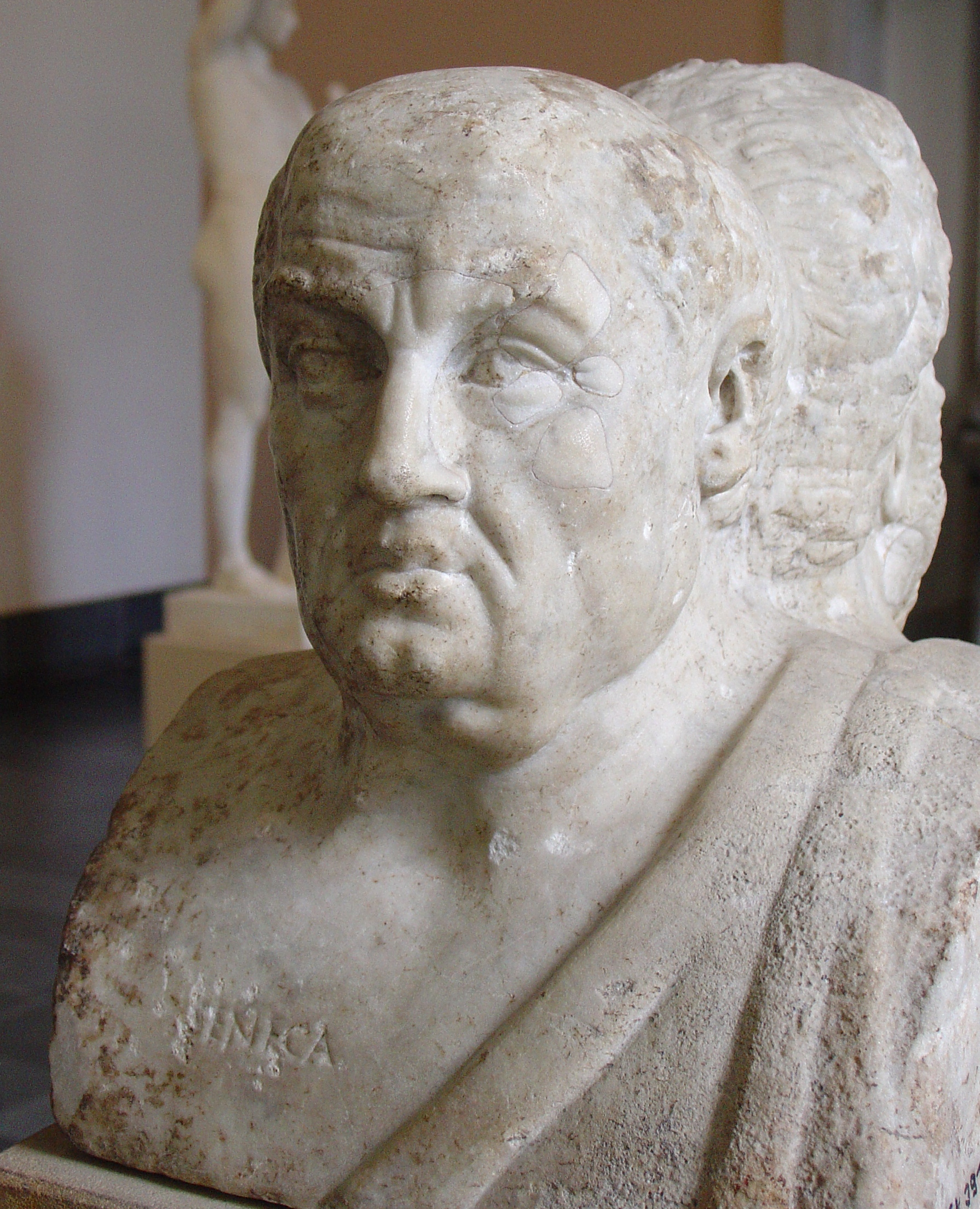
Busto di Lucio Anneo Seneca, uno dei pochi contemporanei di Caligola di cui ci sono giunti gli scritti (Antikensammlung, Berlino)

Il problema delle fonti, nel caso dell'imperatore Caligola, è una questione complessa. Infatti solo due fonti contemporanee a lui ci sono pervenute: le opere di Filone di Alessandria e di Seneca. Filone, con il De Legatione ad Gaium ed il Flaccus, descrive i primi anni del regno di Caligola ma si concentrano principalmente sulla popolazione ebrea e le sue vicissitudini in Giudea ed Egitto. Seneca invece ci dà per lo più aneddoti sparsi sulla vita di Gaio. Inoltre Seneca venne quasi messo a morte da Caligola nel 39 a causa dei suoi legami con dei cospiratori. Furono scritte molte altre storie contemporanee all'Imperatore ma ormai sono andate perse e comunque furono tutte molto di parte, sia a favore che contro Caligola. Tra gli autori di queste opere conosciamo Marco Cluvio Rufo e Fabio Rustico, quest'ultimo caro amico di Seneca e le cui opere furono piene di false dichiarazioni. Inoltre Cluvio Rufo era uno dei senatori coinvolti nell'assassinio di Caligola. La sorella di Caligola, Agrippina minore, scrisse una sua autobiografia che sicuramente comprendeva una spiegazione dettagliata del regno di Caligola, ma anche quest'opera è andata persa. Anche il poeta Getulico scrisse dei versi molto lusinghieri su Caligola, andati persi anche loro.

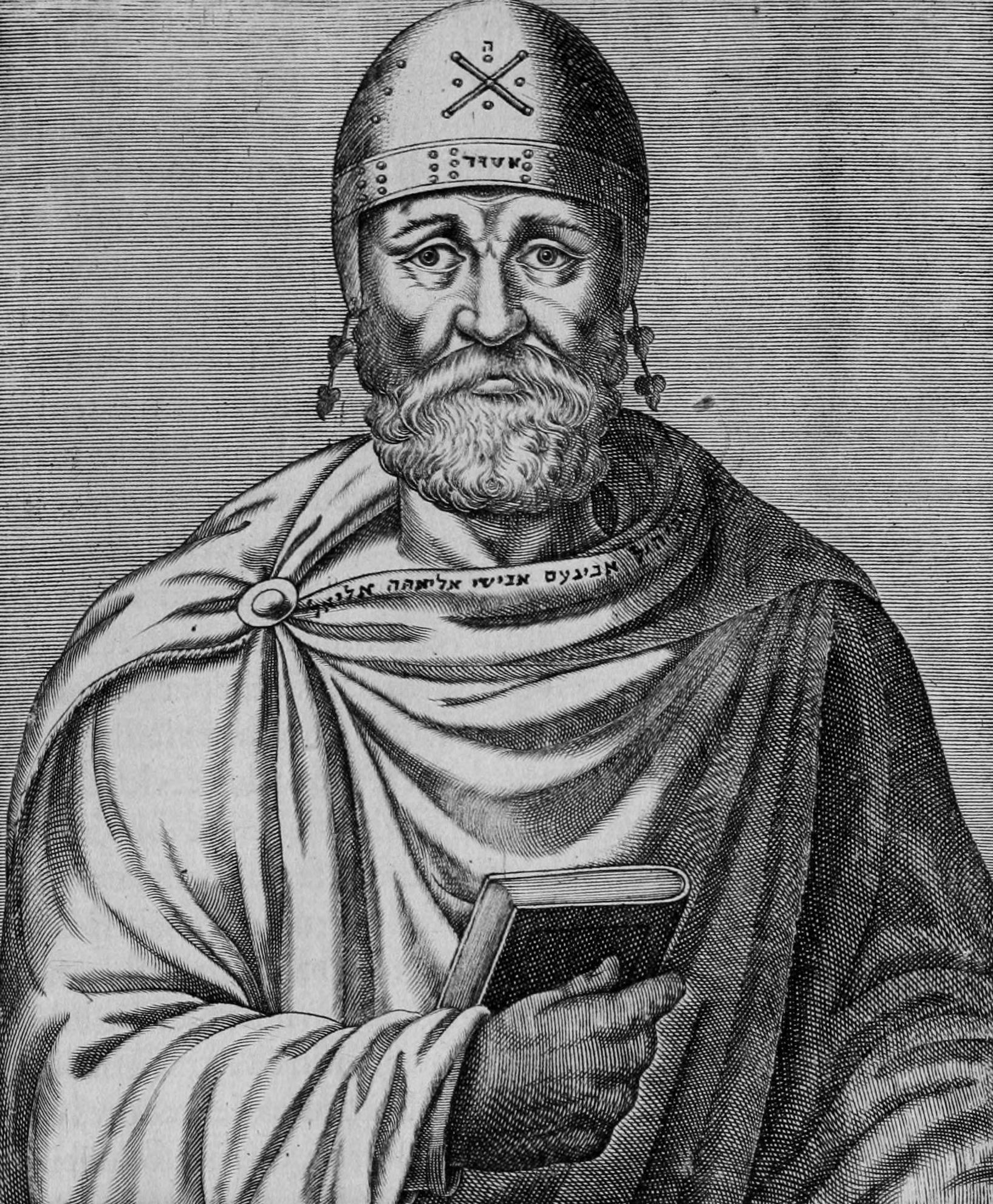
Immagine di Filone di Alessandria, contemporaneo di Caligola e narratore delle vicende degli ebrei durante il suo regno.

Le Vite dei Cesari di Svetonio e la Storia romana di Cassio Dione rappresentano lo scritto principale da cui è possibile trarre informazioni sul suo regno. Svetonio scrisse l'opera dopo 80 anni dalla morte di Caligola mentre Dione addirittura dopo 180 anni. Tuttavia, così come gli altri documenti a noi tramandati, gli scritti di Svetonio tendono a focalizzare l'attenzione su aneddoti riguardanti la crudeltà e la supposta instabilità mentale di Caligola, tanto che alcuni storici moderni hanno espresso dubbi sull'attendibilità di questi resoconti (nella sua biografia Svetonio dedica quattordici capitoli a Caligola principe e trentanove a Caligola mostro).
(Svetonio, Gaio Cesare, 22.)
Dione invece dà una cronologia del regno. Purtroppo non ci è giunta la parte sul regno di Caligola ma solo quella sulla sua infanzia degli Annales di Tacito, lo storico del periodo generalmente ritenuto più rigoroso. Altri riferimenti vengono da Flavio Giuseppe, che descrive dettagliatamente l'assassinio dell'Imperatore, e da Plinio il Vecchio, che dà qualche riferimento alla storia di Caligola nella sua Naturalis historia. Aurelio Vittore ed Eutropio gli dedicano poche righe rispettivamente nelle opere De Caesaribus e Breviarium ab Urbe condita.

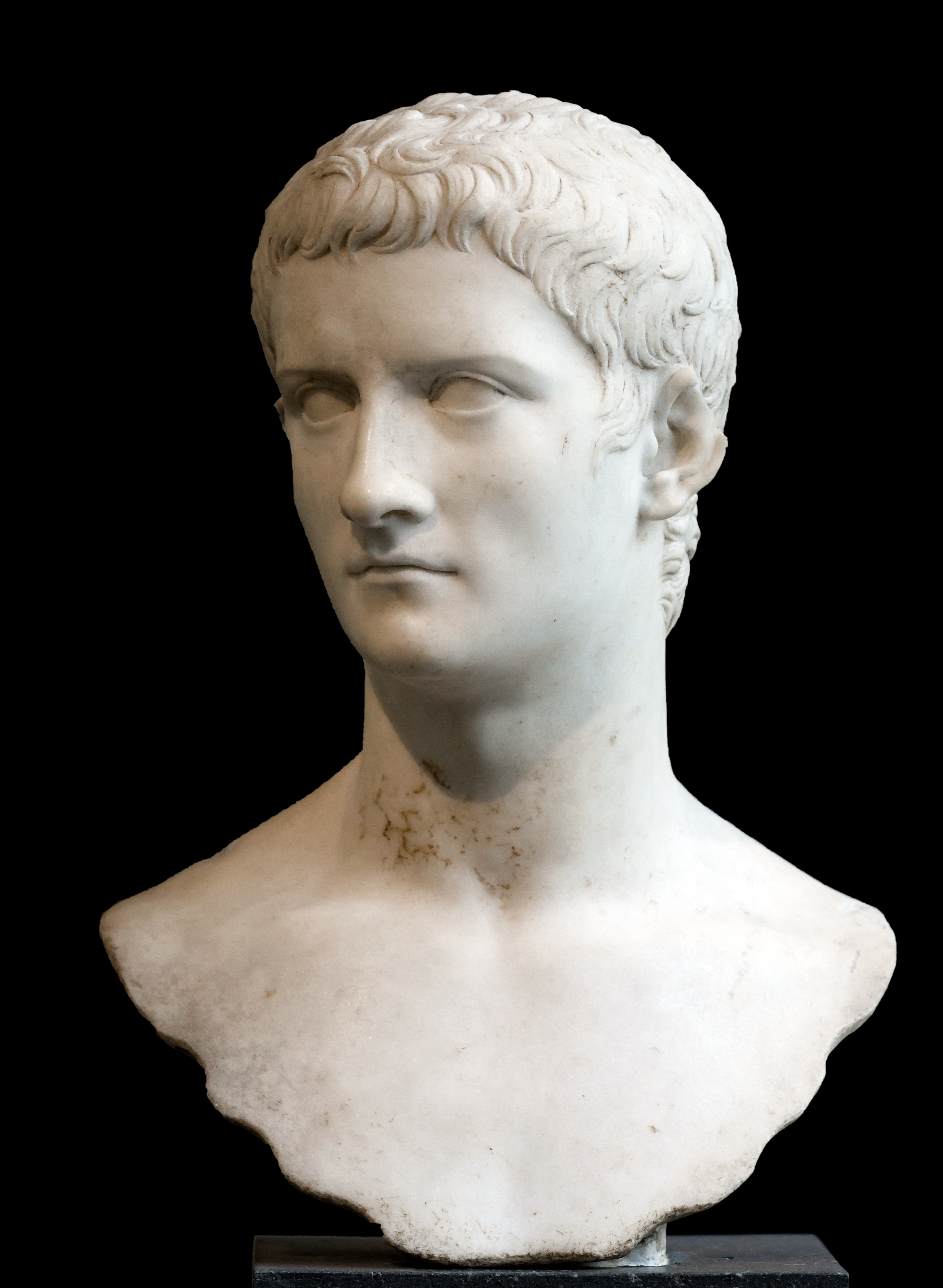
Busto di Caligola. Metropolitan Museum of Art, New York City.

Nessuna delle fonti a noi arrivate mette in buona luce Caligola e la loro scarsità fa sì che nella storiografia moderna ci siano grandi lacune su questo periodo. Si trattò certamente di un personaggio discusso, molto popolare fra la gente ma politicamente avverso alla classe sociale e al ceto dal quale provenivano gli storiografi.
Una dettagliata descrizione fisica e psicologica del personaggio ci è data da Svetonio:
(Svetonio, Gaio Cesare, 50.)
Sempre Svetonio tramanda di Caligola un'immagine di despota, sottolineandone stravaganze, eccentricità e depravazione.
(Svetonio, Gaio Cesare, 24.)

### Fonti primarie
- Aurelio Vittore, De Caesaribus. ((FR)  Des Césars  — traduzione in francese di N. A. Dubois)
- Aurelio Vittore, Epitome de Caesaribus. ((EN)  Epitome — traduzione in inglese di Thomas M. Banchich).
- Cassio Dione, Historia Romana, libri LI-LIX-LX. URL consultato il 29 settembre 2015 (archiviato dall'url originale il 27 settembre 2015).  ((EN)  Roman History — traduzione in inglese su LacusCurtius).
- Eutropio, Breviarium ab Urbe condita, libro VII.  ((EN)  Abridgement of Roman History  — testo latino e traduzione in inglese di John S. Watson).
- (GRC) Filone, De Legatione ad Gaium.  ((EN)  On the Embassy to Gaius  — traduzione in inglese di Charles D. Yonge).
- (GRC) Filone, Flaccus.  ((EN)  Flaccus  — traduzione in inglese di Charles D. Yonge).
- (GRC) Flavio Giuseppe, Antichità giudaiche, libri XIII-XVIII-XIX. ((EN)  The Antiquities of the Jews  — traduzione in inglese di William Whiston).
- Giovenale, Saturae, libroVI. 
  - (IT)  Satire  — traduzione in italiano di Raffaello Vescovi;
  - (EN)  Satires  — traduzione in inglese della squadra di editori di G. G. Ramsay e John Dryden.
- Plinio il Vecchio, Naturalis Historia,  libri IV-V-XVI-XXXVI.  ((EN)  Natural History — traduzione in inglese di Chicago University).
- Seneca il giovane, De brevitate vitae.  ((EN)  On the shortness of life  — traduzione in inglese di John W. Basore).
- Seneca il giovane, De constantia sapientis.  ((EN)  On the Firmness of the Wise Man  — traduzione in inglese di Aubrey Stewart).
- Seneca il giovane, De ira.  ((EN)  Of Anger  — traduzione in inglese di Aubrey Stewart).
- Svetonio, De Vita Caesarum,  libri III-IV-V. 
  - (IT)  Vite dei Cesari — traduzione in italiano di Progettovidio;
  - (EN)  The Lives of the Twelve Caesars  — traduzione in inglese di John Carew Rolfe.
- Tacito, Annales,  libri I-IV-V-VI-XI. 
  - (IT)  Annali — traduzione in italiano di Progettovidio;
  - (EN)  Annals  — traduzione in inglese di Alfred J. Church e William J. Brodribb.
- Tacito, De vita et moribus Iulii Agricolae.  ((EN)  De vita et moribus Iulii Agricolae  — traduzione in inglese di Alfred John Church e William Jackson Brodribb).
- Tacito, Dialogus de oratoribus.  ((EN)  Dialogus de oratoribus  — traduzione in inglese di Alfred John Church e William Jackson Brodribb).
- Valerio Massimo, Factorum et dictorum memorabilium libri IX,  libro VIII.

### Fonti storiografiche moderne
in italiano
- Alberto Angela, Impero. Viaggio nell'Impero di Roma seguendo una moneta, Mondadori, 2010, ISBN 978-88-04-59239-6.
- Giuseppe Antonelli, Caligola: imperatore folle o principe inadeguato al ruolo assegnatogli dalla sorte?, Roma, Newton & Compton, 2001, ISBN 88-8289-569-6.
- Roland Auguet, Caligola o il potere a vent'anni, traduzione di Clara Sereni, Collana Biografie, Roma, Editori Riuniti, 1984, 1993. Testo originale:  Roland Auguet, Caligula ou le pouvoir à vingt ans, Parigi, Payot, 1975.
- Giuditta Cambiaggio, Caligola. Il sadico onnipotente, Milano, De Vecchi Editore, 1969.
- Albert Camus, Caligola (un testo inedito scritto nel 1941), traduzione di e introduzione di Franco Cuomo, Milano, Bompiani, 1985.
- Arther Ferrill, Caligola. Imperatore di Roma, Torino, SEI, 1996, ISBN 88-05-05599-9.
- Angelo Filipponi, Caligola il sublime: una biografia, Ancona, Cattedrale, 2009, ISBN 978-88-95449-55-5.
- Giuseppina Ghini, Caligola. La trasgressione al potere, Gangemi, 2013, ISBN 978-88-492-2683-6.
- Michael Grant, Gli imperatori romani, Newton Compton Editori, 2012, ISBN 978-88-541-4697-6.
- Ernst Köberlein, Caligola e i culti egizi, Collana Antichità classica e cristiana n.27, Brescia, Paideia, 2000, ISBN 978-88-394-0059-8.
- Santo Mazzarino, L'Impero romano, Roma-Bari, Editori Laterza, 1973, 1976, 1984.
- Indro Montanelli, Storia di Roma, collana Biblioteca Universale Rizzoli, Milano, RCS MediaGroup, 2011, ISBN 978-88-17-05019-7.
- Guglielmo Natalini, Caligola. L'imperatore in rivolta che voleva la luna, Anzio, Ass. Culturale La Teca, 2008, ISBN 88-89540-03-6.
- Daniel Nony, Caligola, traduzione di C. De Nonno, Collana Profili, Roma, Salerno Editrice, 1988, ISBN 978-88-8402-001-7.
- Mario Pani, Lotte per il potere e vicende dinastiche. Il principato fra Tiberio e Nerone, Torino, Einaudi, 1990., parte dell'opera Storia di Roma a cura di Arnaldo Momigliano e Aldo Schiavone.
- Mario Pani, Potere e valori a Roma fra Augusto e Traiano, Edipuglia srl, 1992, ISBN 978-88-7228-093-5.
- Furio Sampoli, Le Grandi Donne di Roma Antica, Roma, Newton & Compton, 2003, ISBN 978-88-8289-885-4.
- Maria Grazia Siliato, Caligola: il mistero di due navi sepolte in un lago, Milano, Mondadori, 2005, ISBN 88-04-53706-X.
- Antonio Spinosa, Tiberio, l'imperatore che non amava Roma, Milano, Mondadori, 1991, ISBN 978-88-04-43115-2.
- Ronald Syme, L'Aristocrazia Augustea, Milano, Rizzoli, 1993, ISBN 978-88-17-11607-7.

in inglese
- Geoff W. Adams, The Roman Emperor Gaius "Caligula" and His Hellenistic Aspirations, Universal-Publishers, 2007, ISBN 978-1-59942-423-1.
- Anthony A. Barrett, Agrippina: Mother of Nero, Roman Imperial Biographies, Routledge, 2002, ISBN 978-1-134-61863-7.
- Anthony A. Barrett, Caligula: The Corruption of Power, Yale University Press, 1998, ISBN 978-0-300-07429-1.
- Matthew Bunson, A Dictionary of the Roman Empire, Oxford University Press, 1995, ISBN 978-0-19-510233-8.
- Nicolò Castellino, Nicola Sannolo e Pietro Castellino, Inorganic Lead Exposure and Intoxications, CRC Press, 1994, ISBN 978-0-87371-997-1. ((EN)  Google books)
- William E. Dunstan, Ancient Rome, Rowman & Littlefield Publishers, 2010, ISBN 978-0-7425-6833-4.
- Michael Farquhar, A Treasure of Royal Scandals, New York, Penguin Books, 2001, ISBN 0-7394-2025-9.
- Albino Garzetti, From Tiberius to the Antonines: A History of the Roman Empire from AD 12-192, Londra, Methuen & Co. LTD., 1974, ISBN 0-416-70480-8.
- Marjorie Lightman, A to Z of Ancient Greek and Roman Women, Facts on File, 2007, ISBN 978-0-8160-6710-7.
- L. Keppie, The making of the roman army, Oklahoma, 1998, ISBN 0-8061-3014-8.
- Chris Scarre, Chronicle of the Roman Emperors, Londra, Thames & Hudson, 1999, ISBN 0-500-05077-5.
- Allen Ward, Cedric Yeo, Fritz Heichelheim, A History of the Roman People: Third Edition, Prentice-Hall, Inc., 1999, ISBN 978-0-13-896598-3.
- Aloys Winterling, Caligula: A Biography, traduzione di Deborah L. Schneider, Glenn W. Most e Paul Psoinos, Berkeley e Los Angeles, University of California Press, 2011, ISBN 978-0-520-94314-8.

in francese
- D. Wardle, Suetonius' Life of Caligula, Bruxelles, Latomus, Revue d'Etudes Latines, 1994, ISBN 978-2-87031-165-3.

in tedesco
- Ludwig Quidde, Caligula. Eine Studie über römischen Caesarenwahnsinn (Caligola: Uno studio sulla demenza imperiale), Leipzig Friedrich, 1894. In quest'opera l'imperatore Caligola viene paragonato al Kaiser Guglielmo II.

raccolte numismatiche
- Harold Mattingly, Coins of the Roman Empire in the British Museum (BMCRE), vol. I (Augustus to Vitellius), Londra, 1968-1978.
- Henry Cohen, Description historique des Monnaies frappées sous l'Empire romain, communément appelées Médailles impériales, vol. I (De Pompée à Domitien, 67 avant J.-C. à 96 après J.-C.), Parigi, 1880-18922. (Henry Cohen Volume I)
- Harold Mattingly & Edward Allen Sydenham, Roman Imperial Coinage (RIC), vol. I (Augustus to Vitellius), Londra, Spink & Son, 1923-1994. (Roman Imperial Coinage)
- H.A. Seaby, D.R.Sear, Roman Silver Coins (RSC), vol. II, Londra, 1978.